# Sonja Sajzor
Sonja Sajzor (26 de enero de 1993) es una DJ, cantante de darkwave, compositora, artista visual y un icono queer en Serbia.

## Trayectoria
Sajzor creció en Šabac, una pequeña ciudad del oeste de Serbia considerada "conservadora" respecto a los derechos LGBT. Después, Sonja se mudó con un hombre a Belgrado, donde se relacionó constantemente para unirse a la escena LGBTIQ+ de Belgrado. tras cuatro meses de estancia en Serbia, ella y su novio fueron agredidos. Por ello, regresó a su país y se matriculó de nuevo en el instituto, donde se enfrentó a una fuerte depresión.
Sajzor se convirtió en una de las dos primeras drag queens de Serbia, mientras debutaba en las redes sociales. Comenzó a documentar su transición a través de la fotografía y exponiendo su arte en plataformas online para demostrar el poder de las redes en Internet. Las fotos presentan el proceso de búsqueda de género de Sonja, desde la mitad de la adolescencia hasta los veinte años.
En marzo de 2014, Sonja fue descubierta por la cantante croata Ida Prester, que la contrató como bailarina en su vídeo musical U Tvojoj Glavi. Tras ganar más popularidad, Sonja se instaló en Belgrado y trabajó como camarera. En julio de 2015 fundó The Tronic Lab, un colectivo artístico cuyo objetivo es promover a los artistas queer y la cultura drag queen. Suelen actuar en el club Drugstore de Belgrado.

## Música
Cita a Siouxsie Sioux, Nina Hagen, Lydia Lunch y Lene Lovich, "mujeres góticas punk de los 70 y 80", como sus influencias. A los 13 años, Sonja vio en la televisión la actuación de Scissor Sisters, que actuavan en el festival Exit. Desde entonces sintió el impulso de empezar a hacer drag. Como cantante, su lirismo se basa en el desamor y las historias de amor insatisfechas.
Sonja se ha adentrado en la música electrónica desde muy joven. Es DJ y su sonido une diferentes géneros musicales como el witch-house oscuro, la música electrónica indie y la cultura ciberpop. A finales de 2018 lanzó su álbum debut Prudence. Sonja es la autora de todas las letras del álbum, mientras que el dúo artpop Ensh participó en la producción musical.

## Discografía

### Álbumes
- Prudence (2018)
- Nocturnal (2019)[6]

### Singles
- Heartbroken ft. Ensh (2017)
- Loner's Lament (2017)
- Fragile Blues (2018)
- All Hell Breaks Loose (2018)